# زبان یدغه
زبان یِدغه یکی از زبان‌های پامیری از شاخهٔ زبان‌های ایرانی شرقی است که در خیبر پختونخوا در پاکستان گویشورانی دارد. یدغه همسانی‌هایی با زبان مونجانی -که در آن سوی مرز در افغانستان کنونی مورداستفاده‌است- دارد. یدغه دارای سامانهٔ نوشتاری نیست و گویشوران بدان برای نگارش از یکی از دو زبان فارسی یا اردو بهره‌می‌برند.